# 阿卜杜·卡迪爾

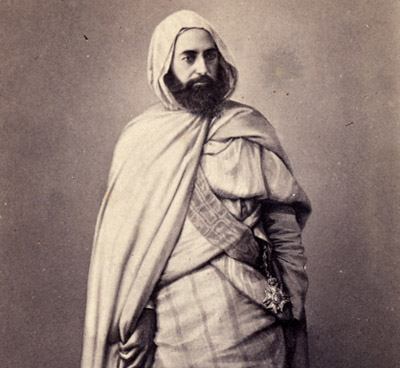
阿卜杜卡迪爾

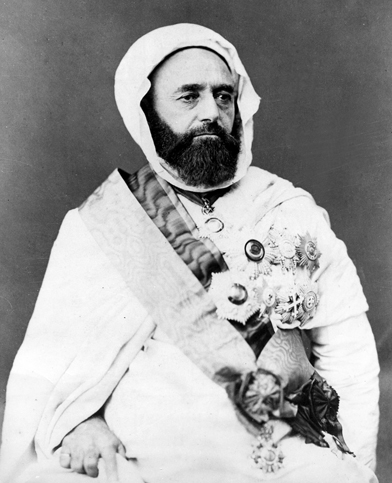
阿卜杜卡迪爾

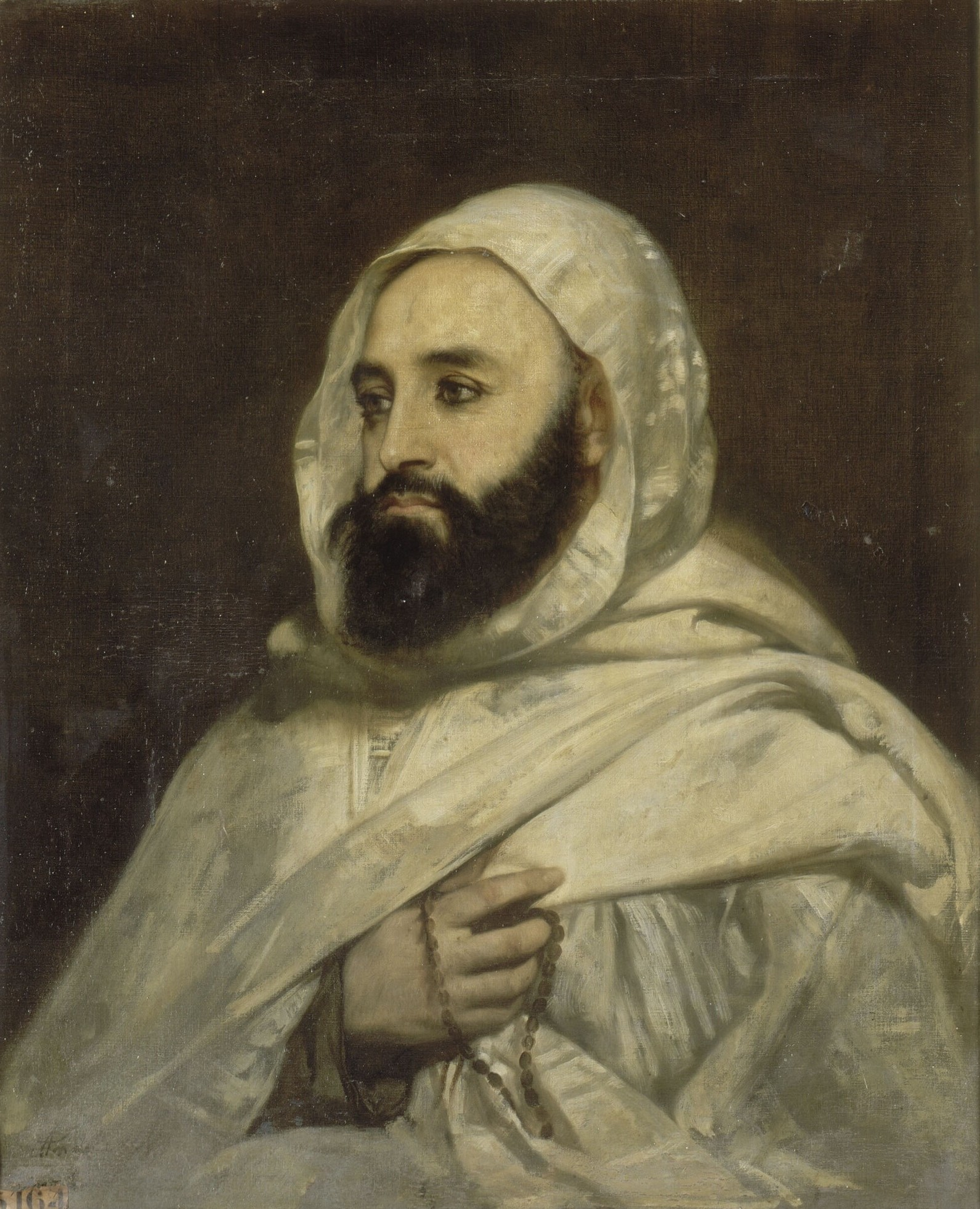
阿卜杜卡迪爾畫像

阿卜杜卡迪爾（阿拉伯语：‎，`Abd al-Qādir al-Jazā'irī；1808年9月6日—1883年5月26日），阿爾及利亞的英雄。生於穆阿斯凱爾。在法國人征服阿爾及爾後，奧蘭省的各阿拉伯部族選舉他為埃米爾。1832年至1847年他與法國人作了長期抗爭，1835年在馬克塔擊敗法國人。最終因寡不敵眾而遭失敗，前往摩洛哥避難，並開始組織一支反擊伊斯蘭之敵的軍隊。他最後於1847年投降並被送往法國。後來居住在布爾薩和大馬士革，1883年死於大馬士革。
曾獲得法國榮譽軍團勳章大十字勳位， (法文：Grand-Croix ，英文：Grand Cross。為第二等 )，身披大綬并佩掛星章。